# David Rodríguez Sánchez
David Rodríguez Sánchez (ur. 14 lutego 1986 w Talavera de la Reina) – hiszpański piłkarz, który gra na pozycji napastnika.

## Kariera klubowa
Po opuszczeniu szkółki piłkarskiej w Atletico Madryt, Rodriguez rozpoczął profesjonalną karierę w klubie Ciudad Murcia w Segunda División, jednak z powodu braku regularnej gry w styczniu 2006 roku przeniósł się do UD Las Palmas w trzeciej lidze.
W sezonie 2006–2007 piłkarz powrócił do Los Colchoneros i zaczął grywać w kadrze B, będąc jej najlepszym strzelcem, co powtórzył sezon później z UD Salamancą w Segunda División.
Solidna praca pozwoliła mu na transfer do pierwszoligowca, Almerii UD za 400 tysięcy euro, jednak zanim sezon 2008–2009 został rozpoczęty, wypożyczono go do Celty Vigo. Do Andaluzji wrócił dopiero na sezon 2009/2010.

## Życie prywatne
Brat Rodrigueza, Sergio Rodríguez Sánchez również jest piłkarzem.